# コルネリア・エンダー
コルネリア・エンダー（Kornelia Ender, 1958年10月25日 - ）は、旧東ドイツの女子競泳選手である。
18歳で出場したモントリオールオリンピックで大躍進した東ドイツ女子競泳陣の中心選手で、100m、200m自由形で当時の世界新記録・金メダル、100mバタフライでも当時の世界タイ記録で金メダルを獲得した。また、400mメドレーリレーでも自由形で世界新記録・金メダルに貢献し、4個の金メダルがいずれも世界記録の大活躍だった。しかし最後の400mリレーで世界記録を出しながらも、ライバルアメリカに惜敗して銀メダルに終わり、惜しくも5冠は逃した。
エンダーは幼い内から訓練を受け、1972年のミュンヘンオリンピックでは13歳にして初のメダル - オーストラリアのシェーン・グールドに次いで2位に入った200m個人メドレーの個人タイトルを含め3つの銀メダルを獲得した。翌年から（モントリオールオリンピックの4つを含め）様々な大会で32の世界新記録を打ち立てた。1991年、彼女は1976年のモントリオール大会以来、長らく疑念を持たれていた自身の肉体について語った。その中でチームドクターとコーチが数ヶ月前から、注射により多数の薬品を投与した事を認めた。エンダーは当時もその薬が何であったかは知らなかったし、その後も薬については正確には判らず仕舞いであったと述べている。彼女は薬が「再生と回復」の手助けをすると聞かされていただけであり、急激な筋肉の発達には驚いたものの、それも単に厳しいトレーニングの賜物であると考えていた。
彼女は大会終了後、同僚男子選手ローラント・マッテスとの結婚を機に競技生活から退いた。しかしマッテスとは離婚、その後東独の陸上十種競技及びボブスレー選手であるシュテフェン・グルムトと再婚した。